# Neptosternus bilardoi
Neptosternus bilardoi är en skalbaggsart som först beskrevs av Pederzani och Rocchi 2009.  Neptosternus bilardoi ingår i släktet Neptosternus och familjen dykare. Inga underarter finns listade i Catalogue of Life.